# Lillsjön (Hässjö socken, Medelpad)
Lillsjön är en sjö i Timrå kommun i Medelpad och ingår i Gådeån-Indalsälvens kustområde. Sjön har en area på 0,0561 kvadratkilometer och ligger 50,9 meter över havet. Sjön avvattnas av vattendraget Sörån.

## Delavrinningsområde
Lillsjön ingår i det delavrinningsområde (693388-159445) som SMHI kallar för Ovan 693515-159677. Medelhöjden är 72 meter över havet och ytan är 9,38 kvadratkilometer. Räknas de 9 avrinningsområdena uppströms in blir den ackumulerade arean 62,73 kvadratkilometer. Avrinningsområdets utflöde Sörån mynnar i havet. Avrinningsområdet består mestadels av skog (68 procent) och jordbruk (14 procent). Avrinningsområdet har 0,16 kvadratkilometer vattenytor vilket ger det en sjöprocent på 1,7 procent.